# Obwód Przeworsk Armii Krajowej
Obwód Przeworsk Armii Krajowej – jednostka terytorialna Służby Zwycięstwu Polski, Związku Walki Zbrojnej i w końcu Armii Krajowej, działająca na terenie powiatu przeworskiego.

## Historia
W listopadzie 1939 roku na terenie powiatu przeworskiego powstały pierwsze komórki organizacji wojskowej, które początkowo organizował Michał Gazdowicz, a następnie od listopada 1939 roku do stycznia 1940 roku por. Henryk Puziewicz „Batura”. W grudniu 1939 roku dwóch pierwszych żołnierzy złożyło przysięgę. W marcu 1940 roku w rejonie Sieniawy zorganizowano punkt przerzutowy dla kurierów przez granicę niemiecko-sowiecką. Na początku 1940 roku powstała siatka organizacyjna w Urzejowicach i Krzeczowicach, którą utworzył st. ogn. Józef Bieniasz „Jodła”. W połowie 1940 roku Franciszek Domka „Wacha” zorganizował plutony w miejscowościach gminy Przeworsk-wieś. W lutym 1941 roku powstała siatka konspiracyjna w miejscowościach gminy Kańczuga. W pierwszym kwartale 1941 roku Komenda Obwodu ZWZ Przeworsk przejęła kontrolę nad komórkami organizacji, które dotychczas były pod zwierzchnictwem ośrodków w Przemyślu i Rzeszowie. 
Granice obwodów pokrywały się z granicami powiatów. Dowództwo placówek składało się z: dowódcy, zastępcy dowódcy-referenta spraw wojskowych, referenta łączności, referenta spraw cywilnych, referenta wywiadu wojskowego i cywilnego, podoficera broni, komendanta milicji. W styczniu 1942 roku zmniejszono liczbę placówek do sześciu. Placówki Nowosielce i Rozbórz oraz Gniewczyna i Tryńcza połączono, a placówkę Urzejowice włączono częściowo do  Kańczugi i nowej Placówki Przeworsk-wieś. Natomiast Sietesz, Chodakówkę i Lipnik przeniesiono z Kańczugi do Markowej. 
Akcje dywersyjne:
- magazyny broni w Nienadowej (2/3 marca 1942)[1]
- akcja „Burza” (lipiec 1944)[2]

## Struktura organizacyjna
Pod obwód podlegało 10 placówek:
- Placówka Gniewczyna „12”, „Grzegorz”
- Placówka Kańczuga „18”, „Kazimierz”
  - w składzie Placówki działały: Wojskowa Służba Ochrony Powstania, Wojskowa Służba Kobiet, drużyna dywersyjna, kompania strzelecka Placówki, I pluton (Kańczuga, Żuklin, Niżatyce), 1 drużyna, 2 drużyna, 3 drużyna, II pluton (Sietesz), 4 drużyna, 5 drużyna, 6 dużyna, III pluton (Siedleczka), 7 drużyna, 8 drużyna, 9 drużyna, pluton artylerii, sekcja granatników, patrol łączności, drużyna sanitarna, drużyna administracyjna, IV pluton (Widaczów), V pluton, VI pluton (Siedleczka). W Placówce działało ok. 998 żołnierzy. 
Kapelanami Placówki byli: ks. Jan Błaż „Zatory”, ks. Jan Michnar „Markowiak”, ks. Józef Pęcherek „Helwin”, ks. Józef Przybylski „Kruczek”.
- Placówka Manasterz „2”, „Marek”
  - w składzie Placówki działały: drużyna dywersyjna, kompania strzelecka Placówki, 1 pluton (Zagórze, Medynia Kańczudzka), 1 drużyna, 2 drużyna, 3 drużyna, II pluton (Manastzerz, Hadle, Rzeki), 4 drużyna, 5 drużyna, 6 vdrużyna, III pluton (Hucisko Jawornickie, Widaczów), 7 drużynma, 8 drużyna, 9 drużyna, IV pluton (Łopuszka), sekcja granatników, sekcja sanitarna, drużyna administracyjna, 8 pluton, 10 pluton, 12 pluton, Pluton Wojskowej Służby Ochrony Powstania, Wojskowa Służba Kobiet. W Placówce działało ok. 450 żołnierzy. Kapelanem Placówki był ks. Jan Mochylski „Afryka”.
- Placówka Markowa „Marian”
  - w składzie Placówki działały: pluton dywersyjny, wojskowa Służba Kobiet, kompania strzelecka Placówki, I pluton, II pluton, III pluton, IV pluton, V pluton. W placówce działało ok. 205 żołnierzy. Kapelanami placówki byli: ks. Józef Przybylski „Kruczek”, ks. Jan Michnar.
- Placówka Nowosielce „15”
- Placówka Przeworsk-miasto „Paweł”
  - w składzie Placówki działały: drużyna dywersyjna, sekcja sanitarna, 1 pluton strzelecki, Wojskowa Służba Ochrony Powstania, 5 pluton, Wojskowa Służba Kobiet. W Placówce działało ok. 142 żołnierzy. Kapelanem Placówki był ks. Mieczysław Rysz „Kazimierz Wielki”.
- Placówka Przeworsk-wieś „Roman”
  - w składzie Placówki działały: drużyna dywersyjna, kompania strzelecka Placówki, I pluton, 2 drużyna, 3 drużyna, 19 pluton, 1 drużyna, 20 pluton, 21 pluton, 22 pluton, 24 pluton, 25 pluton, 1 drużyna, 2 drużyna, 3 drużyna, patrol saperski, patrol sanitarny, 3 pluton Wojskowej Służby Ochrony Powstania, Wojskowa Służba Kobiet. W Placówce działało ok. 363 żołnierzy.
- Placówka Rozbórz
  - w składzie Placówki działały: I pluton, 1 drużyna, 2 drużyna, 3 drużyna, 4 drużyna, 5 drużyna, 6 drużyna. W Placówce działało ok.
- Placówka Tryńcza „14”, „Tadeusz”
  - w składzie Placówki działały: 1 drużyna dywersyjna, 2 drużyna dywersyjna, I pluton, II pluton, III pluton, IV pluton (Głogowiec), 
 V pluton (Ubieszyn), VI pluton (Głogowiec), VII pluton (Ubieszyn). W Placówce działało ok. 140 żołnierzy. Kapelanem Placówki był ks. Stanisław Zub-Zborowski „Nadzieja”.
- Placówka Urzejowice „16”, „Adam”
  - w Placówce działało ok. 362 żołnierzy.

## Komendanci
Funkcję komendanta obwodu pełnili kolejno
- por. Henryk Puziewicz ps. „Batura” (1940–wiosna 1942)
- Ignacy Puchała ps. „Topola” (1942–31 lipca 1942)
- mjr Teofil Banach ps. „Skrzydłowski” (1 sierpnia 1942–31 lipca 1943)
- kpt. Jan Wisz ps. „Grom” (1 sierpnia 1943–stycznia 1945)